# Shy Albatross
Shy Albatross – polski zespół alternatywnej i eksperymentalnej muzyki bluesowej pochodzący z Warszawy, powołany w 2014 r. przez gitarzystę Raphaela Rogińskiego. Ich debiutancki krążek ukazał się 15 kwietnia 2016 pod szyldem Pomaton/Warner Music Poland. Uzyskał on nominację do Fryderyka 2017.

## Skład[3]
- Natalia Przybysz – śpiew
- Raphael Rogiński – gitara, mandolina, ngoni
- Miłosz Pękala – wibrafon, santur, instrumenty perkusyjne
- Hubert Zemler – perkusja, balafon, instrumenty perkusyjne

## Dyskografia

### Albumy
| Tytuł      | Dane dot. albumu                                                  | Pozycja na liście |
| Tytuł      | Dane dot. albumu                                                  | POL               |
| ---------- | ----------------------------------------------------------------- | ----------------- |
| Woman Blue | - Data: 15 kwietnia 2016 - Wydawca: Pomaton / Warner Music Poland | 24                |

### Single
- 2016: "Moonlight", "See See Rider"